# Mister Olympia 2018
El Mister Olympia 2018 fue la edición número 54 del Mister Olympia, la competición de culturistas más importante del mundo, organizada por la Federación Internacional de Fisicoculturismo, conocida como la IFBB por sus siglas en inglés.
En este nuevo certamen clasificaron 5 competidores a las instancias finales, entre ellos, Roelly Winklaar, William Bonac, Brandon Curry, Shawn Rhoden y el campeón Phil Heath. De los cinco, solo Rhoden y Heath llegaron a la final, según el criterio de los jurados; finalmente, Shawn Rhoden ganó a Heath después de obtener mejores resultados, lo que le valió para coronarse como el Míster Olympia 2018. Con esta victoria Rhoden acabó con la hegemonía de Phil Heath, después de que el estadounidense se coronara en siete ocasiones de forma consecutiva, desde 2011 hasta 2017; también impidió que Heath obtuviera su octavo título y de esta manera empatara con otras leyendas del culturismo como Lee Haney y Ronnie Coleman, máximos ganadores del torneo.

## Resultados
| Posiciones | Culturista      | Premio    | Puntaje |
| ---------- | --------------- | --------- | ------- |
| 1          | Shawn Rhoden    | $ 400 000 | 13      |
| 2          | Phil Heath      | $ 150 000 | 17      |
| 3          | Roelly Winklaar | $ 100 000 | 30      |
| 4          | William Bonac   | $ 55 000  | 40      |
| 5          | Brandon Curry   | $ 45 000  | 53      |

Nota: La lista completa puede consultarse en las referencias.